# Stadler GTW 3. Generation
Der GTW (für Gelenktriebwagen) von Stadler Rail ist ein Triebzug mit einem fest eingereihten zweiachsigen Antriebsmodul für den Schienenpersonennahverkehr.
Die Innovation der dritten Generation besteht in der geschickten Kombination vorhandener Baugruppen. Die Verwendung von Großserienkomponenten ist kostengünstig und verbessert die Verfügbarkeit der Ersatzteile. Die Fahrwerke entsprechen den Seetal-GTW. Die Masse der Wagenkästen der Fahrgastmodule wurde optimiert und die GFK-Führerstandskabinen vergrößert und fertigungstechnisch vereinfacht, was zu einem leicht rundlicheren Erscheinungsbild führt.
Die GTW der dritten Generation wurden von 2002 bis 2013 ausgeliefert.

## Geschichte

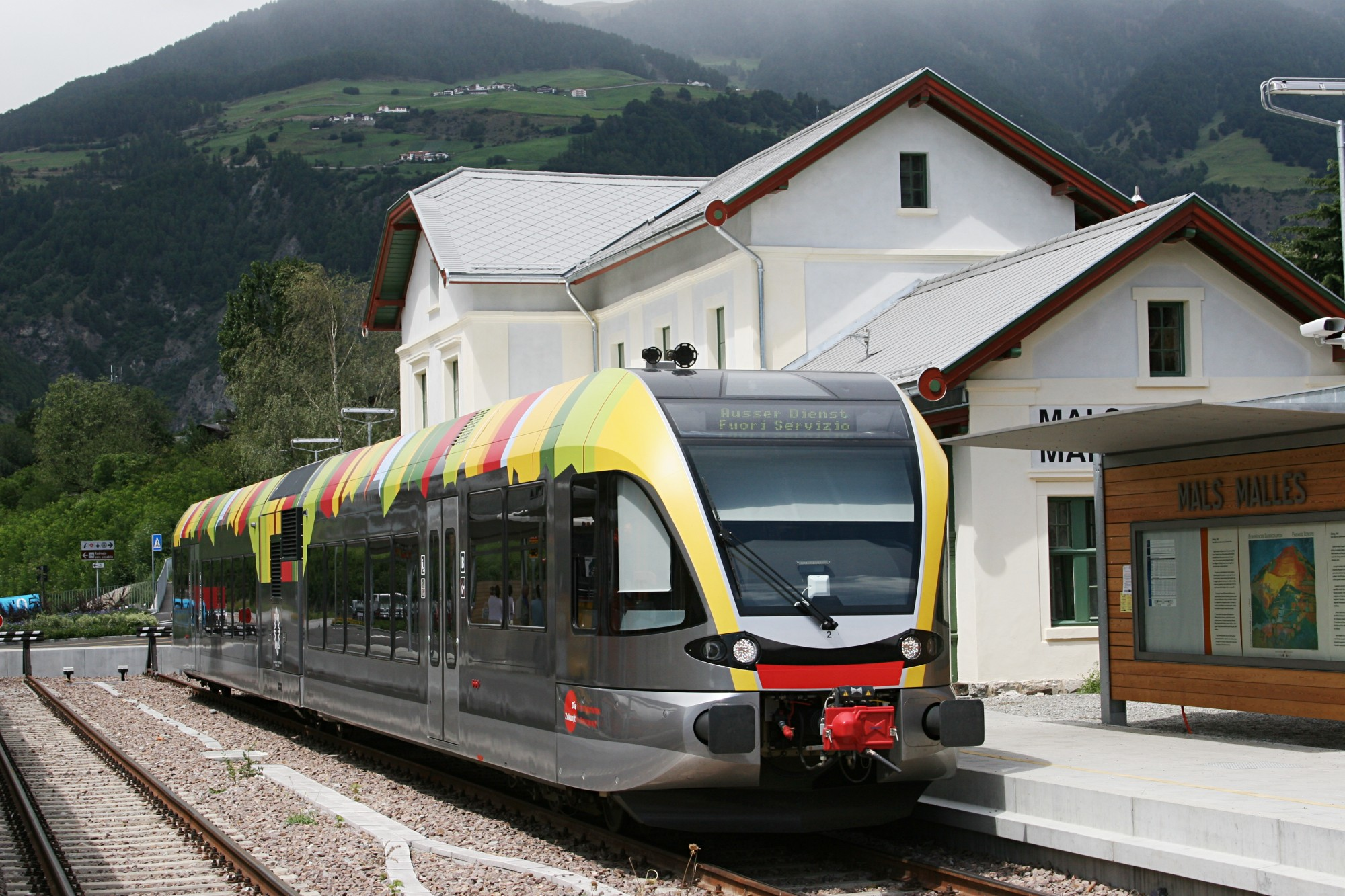
Die Diesel-GTW ATR 100 der Südtiroler STA benötigen eine hohe Traktionsleistung für die 29 ‰ steile Vinschgaubahn.

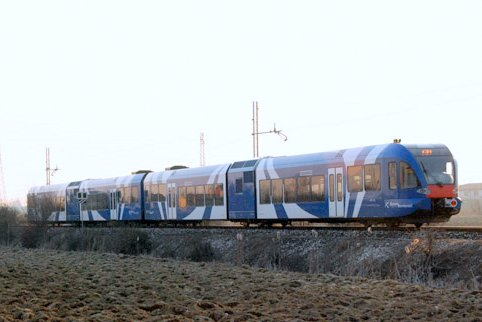
Vierteiliger Diesel-GTW der Sistemi Territoriali in Norditalien mit fast 250 Sitzplätzen, bestehend aus zwei dauernd gekuppelten GTW 2/6

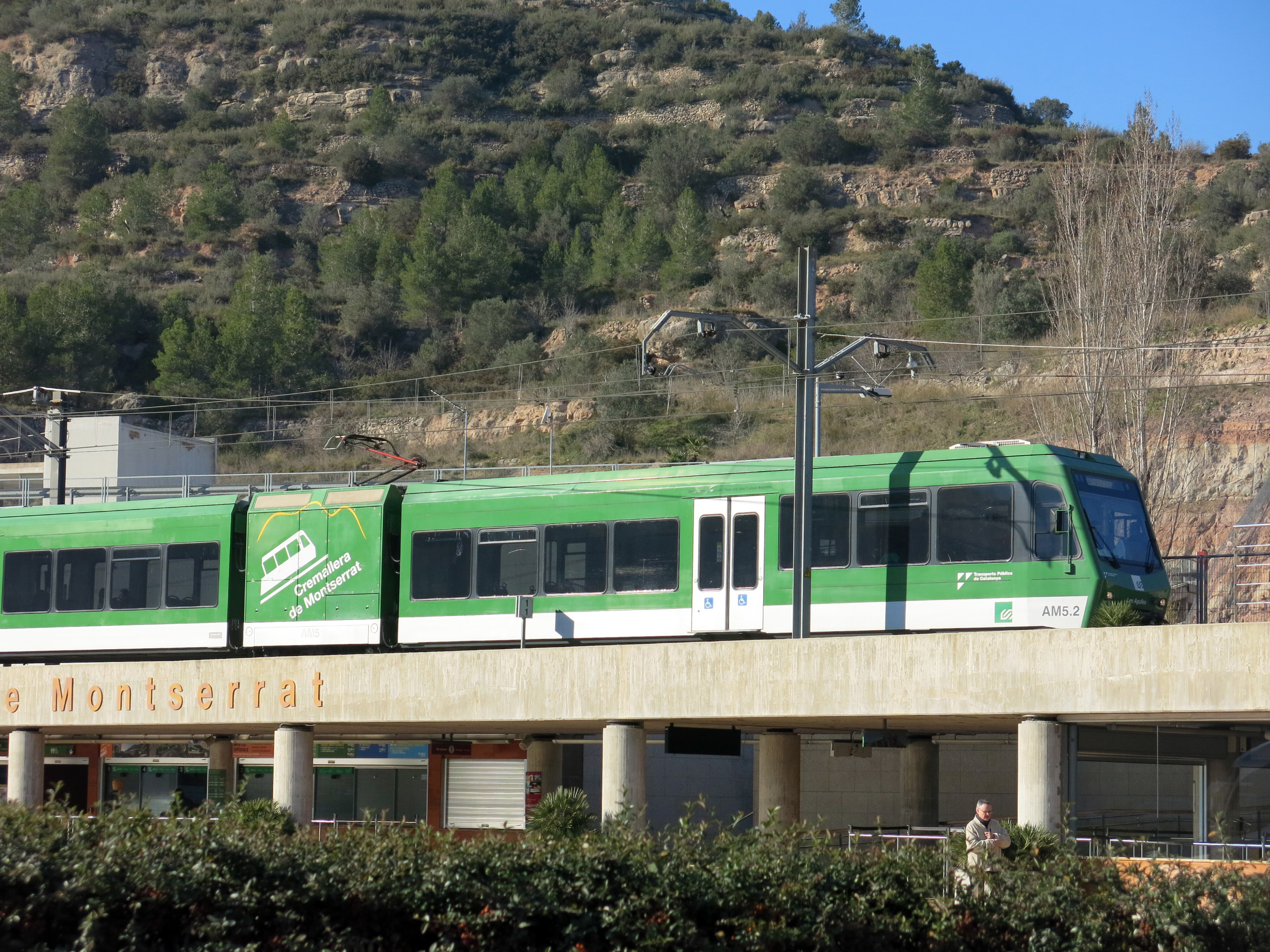
Mit den fünf Fahrzeugen der Montserrat-Bahn in Katalonien wurde erstmals ein GTW mit kombinierten Zahnrad- und Adhäsionsantrieb gebaut.

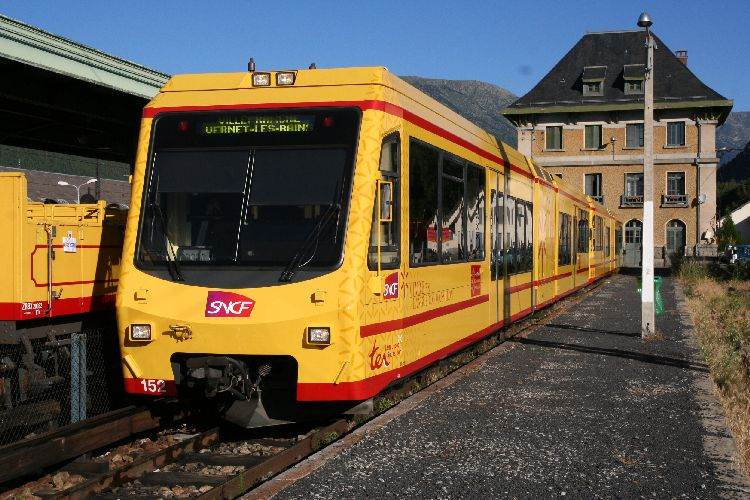
Die beiden wegen ihres auffälligen gelben Anstrichs Canari (Kanarienvogel) genannten Meterspur-GTW der SNCF verkehren auf der Ligne de Cerdagne.

Um von Konkurrenten unabhängiger zu werden, löste Stadler die bisherige Zusammenarbeit mit dem Bahnhersteller Adtranz auf und bezieht seither die Traktions- und Leittechnik von ABB. Die vom Regionalverkehr Mittelland und von Thurbo bestellten dreiteiligen GTW forderten auch beim elektrischen Mittelteil eine Steigerung auf 800 kW Dauerleistung, wozu ABB neue leistungsfähige Traktionsumrichter entwickelte. Die im Vergleich zu bisherigen Stromrichtern geringere Zwischenkreisspannung von 740 Volt führt zu niedrigeren Schaltverlusten und zu einer Reduktion des Energieverbrauchs. Zwei unabhängige Antriebsstränge verhindern einen Totalausfall des Fahrzeugs bei einer Störung. Damit Thurbo ihre GTW grenzüberschreitend nach Deutschland einsetzen kann, erhielten sie nebst der Schweizer auch eine Deutschland-Zulassung.
Der Südtiroler Transportstrukturen (STA) erhielten als erster Kunde Diesel-GTW der dritten Generation, die mit zwei Dieselmotoren mit 380 kW Leistung statt des bisher einzigen 550-kW-Motors ausgestattet sind. Die Vorteile dieses Konzepts sind eine bessere Beschleunigung, eine von 120 auf 140 km/h heraufgesetzte Höchstgeschwindigkeit und wegen des doppelten Antriebsstrangs eine höhere Verfügbarkeit. Erstmals bei einem Triebfahrzeug wurden Asynchrongeneratoren serienmäßig eingesetzt. Gegenüber den bisher üblichen Synchrongeneratoren sind sie kompakter, wesentlich leichter und preiswerter. Den italienischen Vorschriften entsprechend wurden die Südtiroler GTW mit einem Führerstand für zweimännige Besetzung und mit Materialien ausgestattet, die bei einem Brand keine für Menschen schädliche Gase freisetzen. Das widerspricht der in Mitteleuropa üblichen DIN-Norm, gemäß denen entzündbare Materialien selbstlöschend sein müssen. Sie setzen bei einem Brand Gase frei, die das Feuer ersticken. Die Dieseltriebzüge der STA verkehren seit 2004 auf der topografisch anspruchsvollen Vinschgaubahn. Mit der Zulassung des GTW in Italien erhielten kleinere Bahnunternehmungen eine Alternative zum dreiteiligen Alstom Minuetto, was Stadler von der Bahngesellschaft Sistemi Territoriali weitere Aufträge bescherte. Deren vierteiligen GTW bestehen aus zwei dauernd in Doppeltraktion verkehrenden Halbzügen GTW 2/6 mit jeweils nur einem Führerstand.
Zwei auf den Meterspur-GTW der zweiten Generation basierende Fahrzeuge wurden 2004 an die SNCF für deren Ligne de Cerdagne geliefert. Die bis zu 60 ‰ steilen Rampen der auch als „Pyrenäenmetro“ bekannten Meterspurstrecke werden ohne Zahnrad überwunden. Die Triebwagen sind ähnlich aufgebaut wie die Zahnrad-GTW der Montserrat-Bahn auf der katalanischen Seite der Pyrenäen, aber kürzer. Die Traktionsspannung von 850 V Gleichspannung wird über seitliche, von oben bestrichene Stromschienen zugeführt, was zu Anpassungen beim Drehgestell und im Untergestellbereich führte.

## Kunden und Betreiber

### Schweiz
- Thurbo

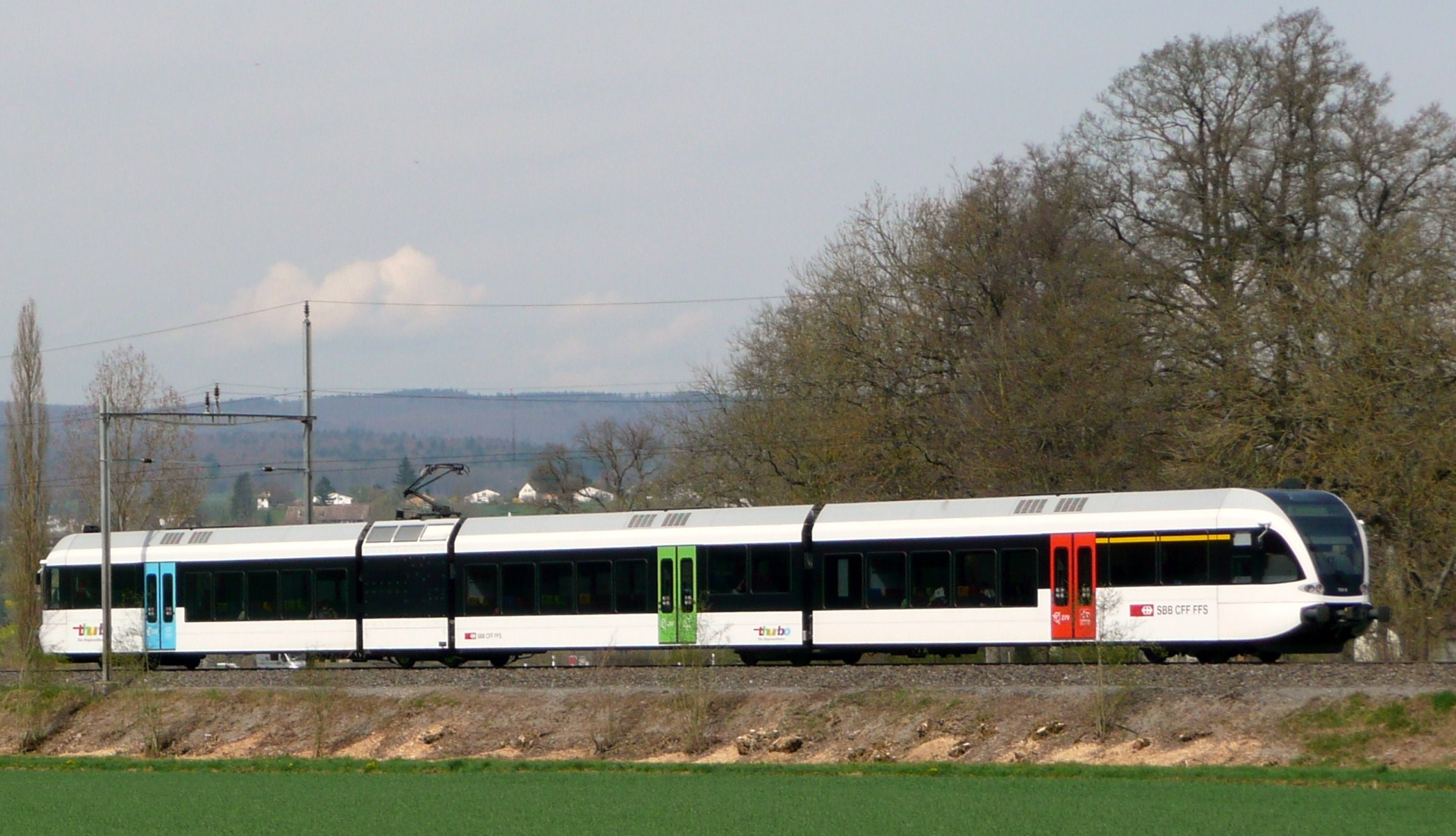
GTW 2/8 mit Mittelwagen von Thurbo

  - RABe 526 701–751 (2003–2005), GTW 2/6 (EVN 94 85 7 526 7xx-x), 720–751 mit Zulassung in Deutschland
  - RABe 526 752–780 (2005–2007), GTW 2/8 (EVN 94 85 7 526 7xx-x)
  - RABe 526 781–790 (2008, Umbau/Verlängerung aus 526 709–718), GTW 2/8 (EVN 94 85 7 526 7xx-x)
  - RABe 526 791–805 (2012–2013), GTW 2/8 (EVN 94 85 7 526 xxx-x)

Die SBB-Tochter Thurbo ist im Regionalverkehr in der Ostschweiz tätig. Ihr Fahrzeugpark besteht ausschließlich aus GTW und vier dazu passenden Steuerwagen.
Bei der Nachbestellung der zwölf RABe 526 791–802 der dritten Generation im Jahr 2010 für die S-Bahn St. Gallen wurde Thurbo kritisiert, dass Fahrzeuge beschafft werden, die in verschiedener Hinsicht nicht mehr dem neusten technischen Stand entsprechen. Vorteilhaft ist eine einheitliche Flotte für den Unterhalt und die Ersatzteillagerung. Für den Betrieb der neu elektrifizierten Strecke Schaffhausen–Erzingen der S-Bahn Schaffhausen bestellte Thurbo mit den RABe 526 803–805 drei weitere Züge.
Zwei Thurbo-GTW waren am 10. Januar 2013 am Eisenbahnunfall von Neuhausen am Rheinfall beteiligt. Der stark beschädigte RABe 526 750 erhielt einen neuen Wagenkasten.
Für den Betrieb der Strecke Bülach–Koblenz–Waldshut kaufte Thurbo zwei Seetal-GTW von den SBB. Trotz der Übernahme werden sie weiterhin im Pool mit den beim Mutterhaus verbleibenden Fahrzeugen eingesetzt.
Namen:
701-8 Kanton Thurgau, 702-6 Frauenfeld, 703-4 Kanton St. Gallen, 705-9 Säntis-Express, ehemals 706-7 Spieleland-Express (heute 720-8 ohne Name), 706-7 (ehemals 720-8) Simone Niggli, 707-5 Top-Blitz, 708-3 Steinach, 722-4 Märwil, 724-0 Conny-Land-Express, 726-5 Rorschach/Rorschacherberg, 727-3 Napoleon III., 728-1 Läufelfingerli, 729-9 Kanton Aargau, 730-7 Wil, 731-5 Waldshut-Tiengen, 735-6 Rümikon, 742-2 Flawil, 744-8 früher Säntis-Express, 745-5 Stein am Rhein, 746-3 Sirnach, 747-1 Elgg, 748-9 Elsau, 749-7 Neunkirch, 750-5 Zürcher Weinland
752-1 Steckborn, 755-4 Rheinfall, 757-0 St. Galler Rheintal, 758-8 Sargans, 760-4 myblueplanet, 761-2 Untersee und Rhein, 767-9 Kreuzlingen, 769-5 Maienfeld, 770-3 Bazenheid, 771-1 Kanton Luzern, 773-7 thurgau-bodensee.ch, 776-0 Insel Mainau, 777-8 Turbenthal, 779-4 Sympany, 780-2 Bussnang, 781-0 Kanton Schaffhausen, 782-8 Altstätten, 783-6 Bodensee, 785-1 Gemeinde Eschlikon, 786-9 Zurzach, 787-7 Barockes Bischofszell, 788-5 Romanshorn, 789-3 Aadorf, 790-1 Zihlschlacht-Sitterdorf, 791-9 Spieleland-Express, 792-7 Euregio Bodensee, 794-3 Chur, 795-0 Leila Lawrizy, seit 2017 Nick Schär, 800-8 100. Thurbo-GTW
Thurbo betreibt auch GTW der ersten und  zweiten Generation.

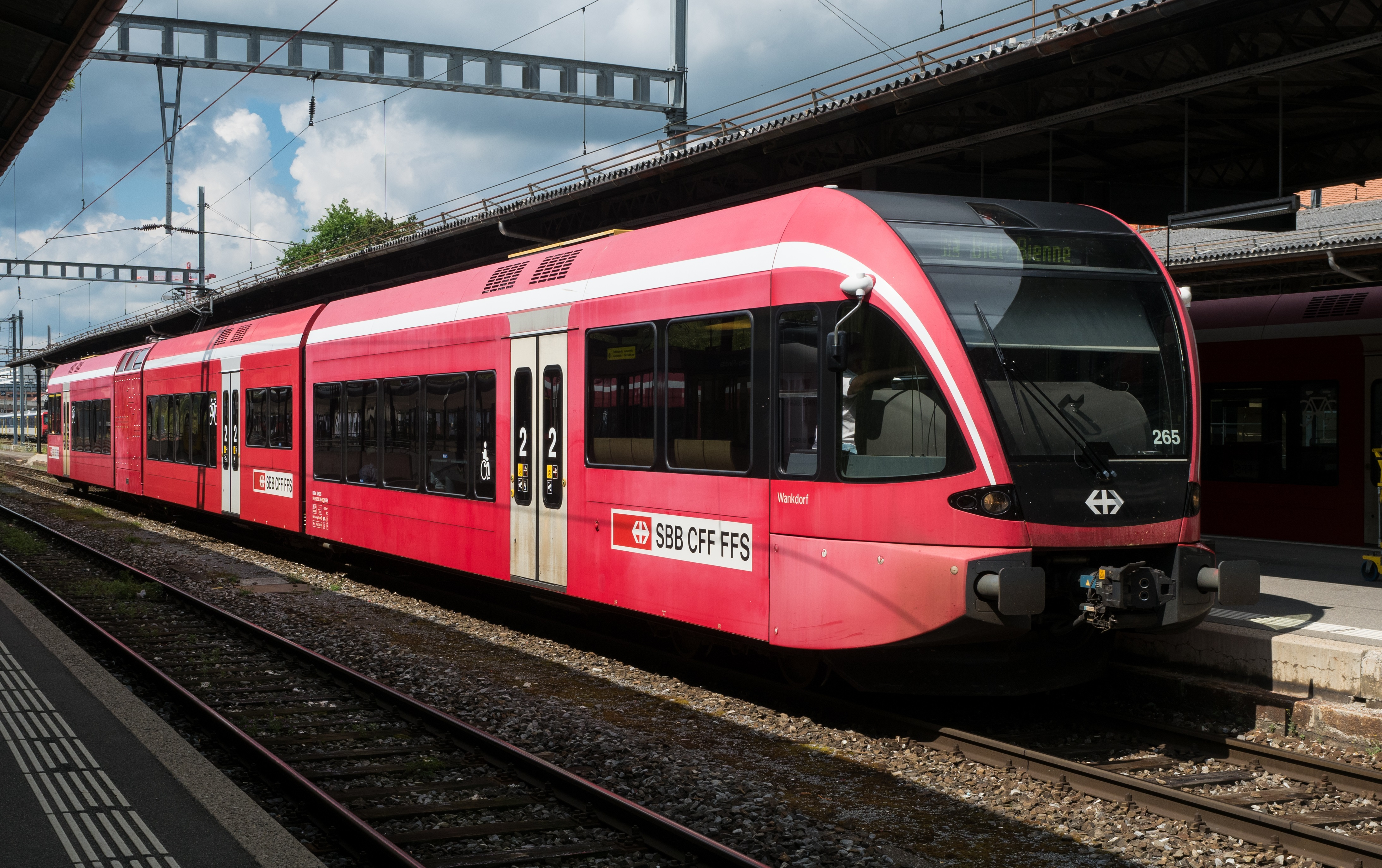
Der SBB RABe 526 265 trug bis zur Übernahme durch Thurbo noch den roten Anstrich des Regionalverkehrs Mittelland (RM)

- BLS AG, ehemals Regionalverkehr Mittelland (RM), 2013 verkauft an SBB und 2018 weiter an Thurbo
  - RABe 526 260–265 (2003), GTW 2/6, ab 2009/10 GTW 2/8
  - RABe 526 280–286 (2004), GTW 2/8 (EVN 94 85 0 526 2xx-x)

Die durch die Fusion des Regionalverkehrs Mittelland mit der BLS Lötschbergbahn zu der BLS AG gekommenen GTW waren ein Fremdkörper in der Flotte der neuen Bahngesellschaft. Die BLS AG ließ die sechs zweiteiligen Züge um ein Modul verlängern, um eine einheitliche Serie zu erhalten. Sie behielten ihren bisherigen roten Anstrich, da im Rahmen der Flottenbereinigung ein Käufer gesucht wurde. Die 13 nun dreiteiligen Fahrzeuge wurden durch Nina ersetzt und 2013 an die SBB verkauft, die die Züge für die mit Flügelzugkonzept betriebene Biel–Sonceboz–La Chaux-de-Fonds/Moutier benötigten. 2018 übernahm die SBB-Tochter Thurbo die GTW vom Mutterkonzern, da sie in einigen Jahren die an ihr Einsatzende gekommenen RABe 526 680–689 ersetzen muss. Bis dahin werden die Züge an die SBB rückvermietet und revidiert.
ehemalige Namen (wurden teilweise bei der Übernahme durch die SBB entfernt, teilweise erst mit der Neulackierung):
260-5 Luzerner Hinterland, 261-3 Gotthelf, 262-1 Weissenstein, 263-9 Emme, 264-7 Napf, 265-4 Wankdorf
280-3 Aare, 281-1 Pierre-Pertuis, 282-9 Oberaargau, 283-7 Willisau

### Frankreich
- Ligne de Cerdagne, Meterspur,
  - Z 151–152 (2004), GTW 2/6 (850 V Gleichspannung über eine seitliche, von oben bestrichene Stromschiene)
→ siehe auch Abschnitt Geschichte

### Italien

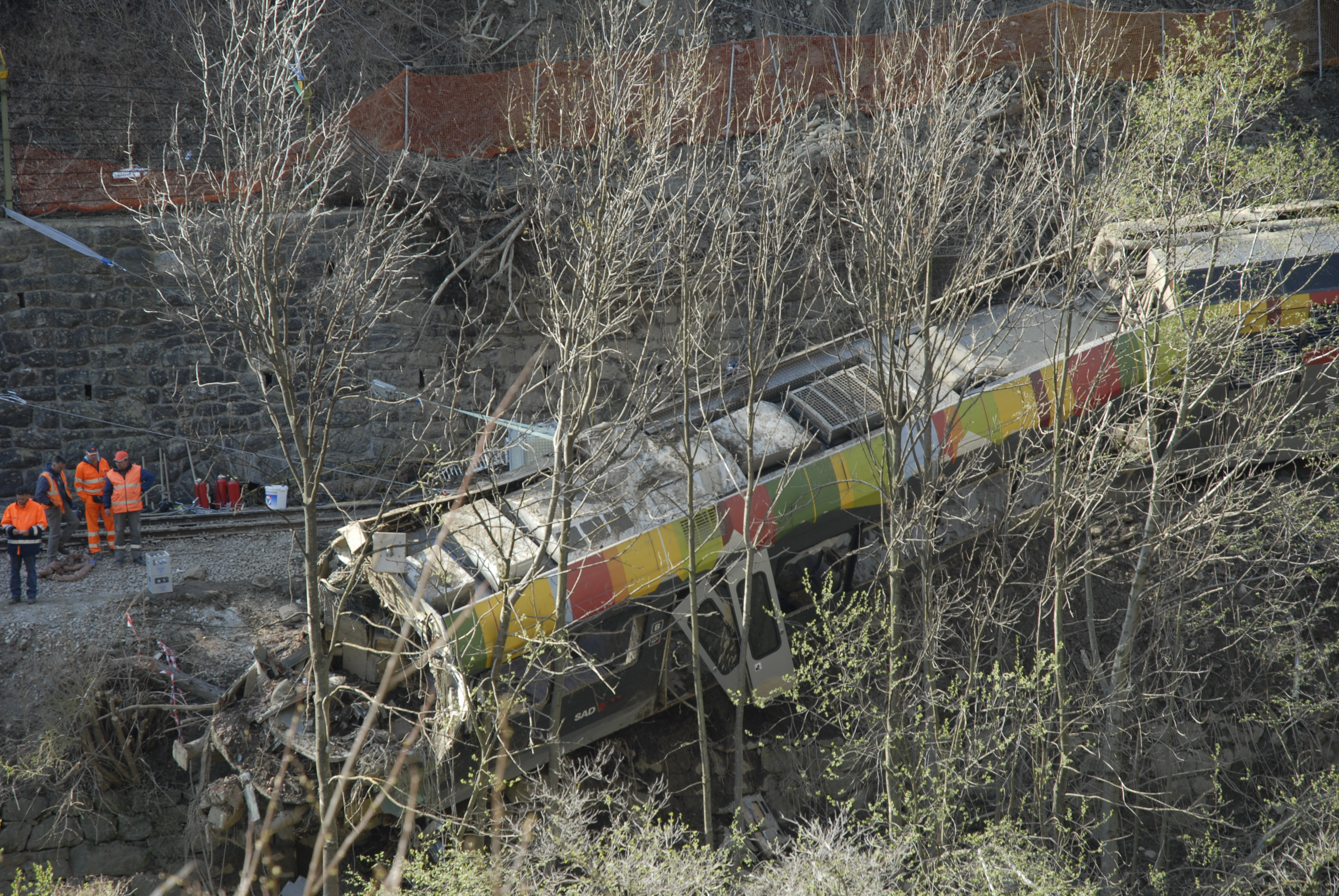
2010 wurde ein Südtiroler GTW von einer Mure erfasst.

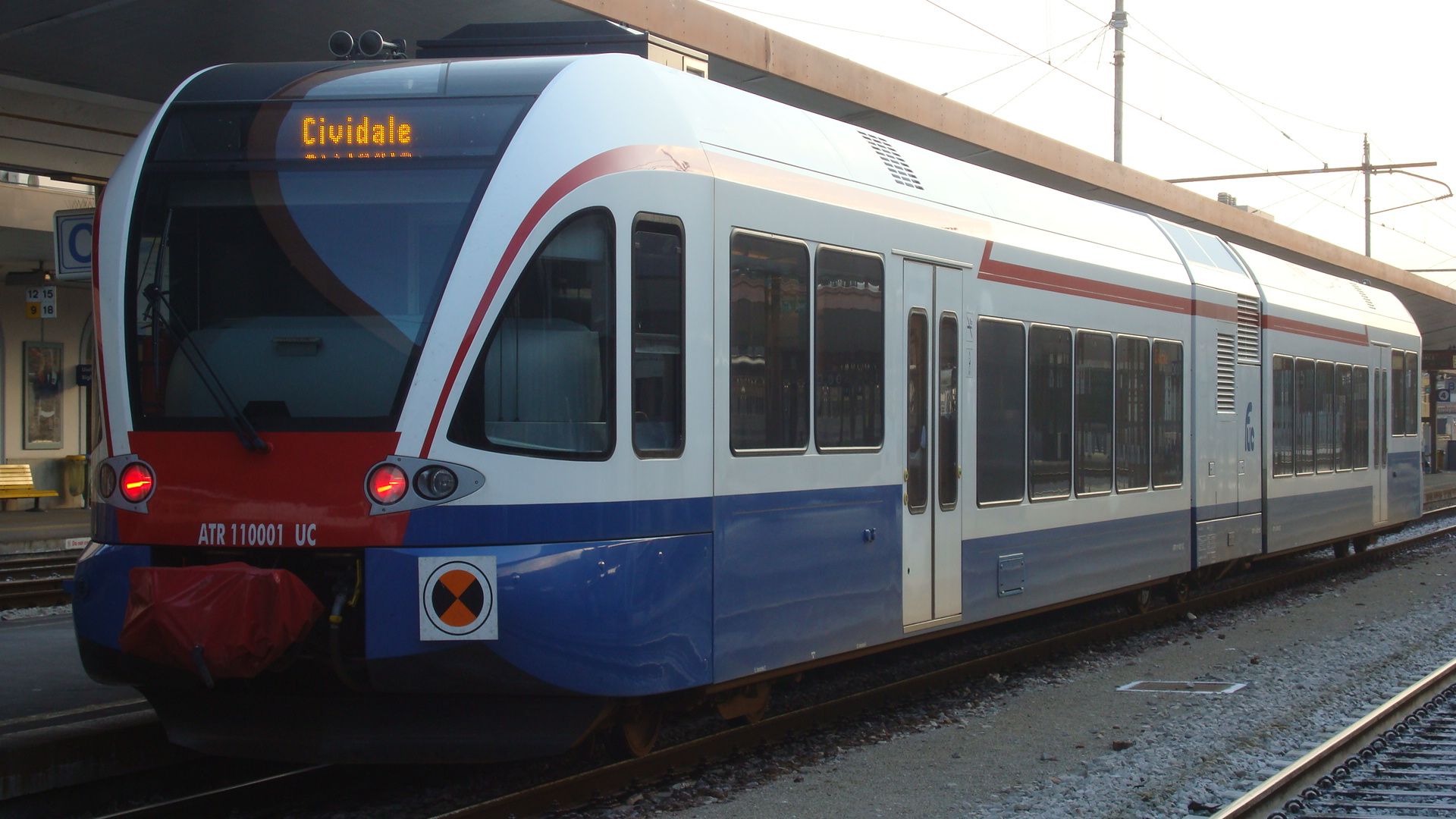
Das Design der FUC-GTW setzt die Tradition der Vorgängergesellschaft Società Veneta fort.

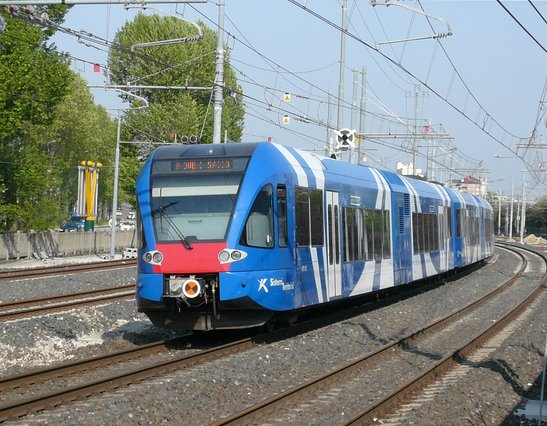
ATR 120 der Sistemi Territoriali

- Südtiroler Transportstrukturen (STA) Vinschgaubahn
  - ATR 100 001–012 (2004–2006), GTW 2/6 zweimotorige Dieseltriebwagen

Die Autonome Provinz Bozen reaktivierte 2004 die Vinschgaubahn, deren Betrieb 1991 von den Italienischen Staatsbahnen FS aufgegeben wurde. Neben Investitionen in die Infrastruktur waren auch neue Fahrzeuge notwendig. Bis dahin war es in Italien üblich, Rollmaterial bei einheimischen Herstellern zu beschaffen.
→ siehe auch Abschnitt Geschichte
Am 12. April 2010 wurde ein GTW der Vinschgerbahn zwischen Latsch und Kastelbell von einer 400 Kubikmeter umfassenden, einer undichten Bewässerungsleitung ausgelösten Schlammlawine erfasst und aus dem Gleis gedrückt. Das Geröll drang auch in das Innere der Wagen. Neun Menschen starben, 28 wurden verletzt. Vier Jahre später war der schwer beschädigte Zug von der italienischen Staatsanwaltschaft immer noch beschlagnahmt und musste später ausgemustert werden.
- Sistemi Territoriali (ST) Adria–Mestre–Venezia Santa Lucia[23]
  - ATR 110 201–202 (2006), GTW 2/6 zweimotorige Dieseltriebwagen
  - ATR 120 401–404 (2006), GTW 2/6 zweimotorige Dieseltriebwagen, Halbzüge zu GTW 4/12 gekuppelt

Sistemi Territoriali betreibt in Venetien mehrere Bahnlinien. Die GTW von Stadler verkehren als erste Fahrzeuge im blau-weißen Design im Großraum Venedig. Sistemi Territoriali beschaffte auch GTW der vierten Generation.
- Ferrovie Udine–Cividale (FUC)
  - ATR 110 001–002 (2006), GTW 2/6 zweimotorige Dieseltriebwagen

Die Strecke Udine–Cividale im Friaul wird von der eigenständigen, erst 2005 gegründeten FUC betrieben. Die beiden GTW beschaffte jedoch die Sistemi Territoriali. Ihr Anstrich in dunkelblauer und weißer Farbe wurde dem Einsatz auf der FUC angepasst.

### Spanien

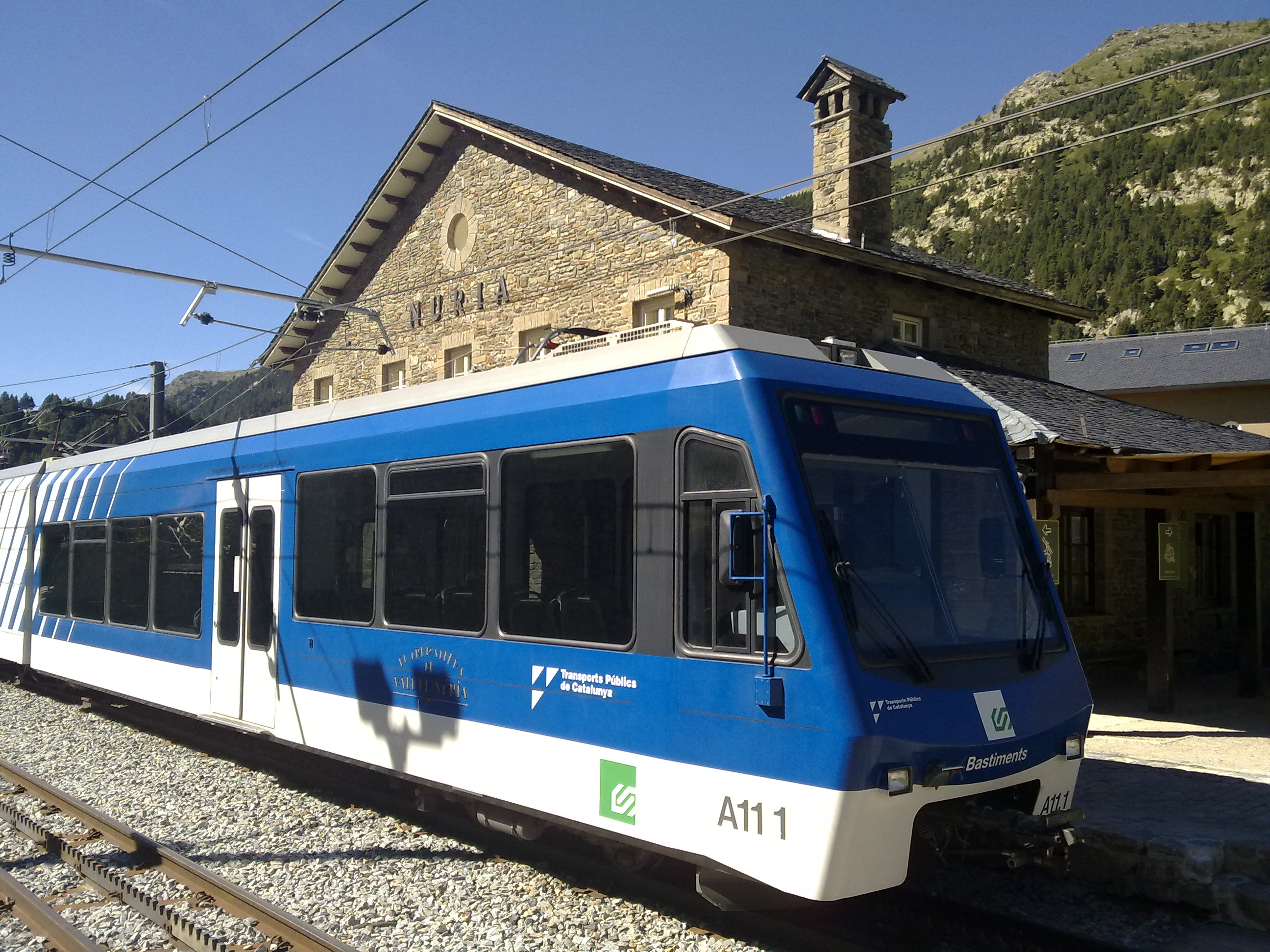
Zahnradtriebwagen A11 im Bahnhof Núria. Die baugleichen Fahrzeuge der Montserratbahn tragen einen grünen Anstrich.

- Ferrocarrils de la Generalitat de Catalunya (FGC)
  - Cremallera de Montserrat, meterspurige Zahnradbahn
    - AM1–AM5 (2003), GTW Beh 2/6 (1500 V =)

2003 wurde der Betrieb der seit 1957 stillgelegten, rund 5 km langen Zahnradbahn auf den Montserrat mit fünf neuen GTW wiederaufgenommen.
- Cremallera de Núria, meterspurige Zahnradbahn

- A10–A11 (2003), GTW Beh 2/6 (1500 V =), A10 ab 2020 Montserrat, grün

→ zu den Zahnrad-GTW der Montserrat- und der Núriabahn siehe auch Abschnitt Zahnradantrieb im Artikel Stadler GTW

## Variantenübersicht
Stadler bezeichnet nach dem Vorbild der Schweizer Serienbezeichnungen die verschiedenen Varianten mit einem x/y, wobei x die Anzahl der angetriebenen Achsen angibt und y die Anzahl der Achsen insgesamt.
Die Abkürzungen der Bahnunternehmungen sind mit dem entsprechenden Abschnitt im Kapitel Kunden und Betreiber verlinkt.
| Stadler GTW – dritte Generation             | Stadler GTW – dritte Generation      | Stadler GTW – dritte Generation | Stadler GTW – dritte Generation | Stadler GTW – dritte Generation | Stadler GTW – dritte Generation | Stadler GTW – dritte Generation | Stadler GTW – dritte Generation | Stadler GTW – dritte Generation |
| ------------------------------------------- | ------------------------------------ | ------------------------------- | ------------------------------- | ------------------------------- | ------------------------------- | ------------------------------- | ------------------------------- | ------------------------------- |
| Bauartbezeichnung:                          | RM RABe 526 Thurbo RABe 526          | RM RABe 526 Thurbo RABe 526     | FGC Beh 2/6                     | FGC Beh 2/6                     | STA ATR 100                     | SNCF Z 150                      | ST ATR 110                      | ST ATR 120                      |
| Nummerierung:                               | RM: 260–265 Thurbo: 701–708, 719–751 | RM: 280–286 Thurbo: 752–805     | AM1–AM5 (Montserrat)            | A10–A11 (Ribes– Núria)          | 100 001–012                     | 151–152                         | 001–002, 201–202                | 401+402, 403+404                |
| Anzahl:                                     | RM:6 Thurbo: 41                      | RM:7 Thurbo: 29+10+15           | 5                               | 2                               | 8 + 4                           | 2                               | 4                               | 2                               |
| Baujahre:                                   | 2003–2005                            | 2004–2013                       | 2002–2003                       | 2003                            | 2004, 2006                      | 2003–2004                       | 2006                            | 2006                            |
| Achsformel:                                 | 2’Bo2’                               | 2’2’Bo2’                        | 2’Bozz2’                        | 2’Bozz2’                        | 2’Bo2’                          | 2’Bo2’                          | 2’Bo2’                          | 2’Bo2’ + 2’Bo2’                 |
| Spurweite:                                  | 1435 mm                              | 1435 mm                         | 1000 mm                         | 1000 mm                         | 1435 mm                         | 1000 mm                         | 1435 mm                         | 1435 mm                         |
| Länge über Kupplung/Puffer:                 | RM: 38,490 m Thurbo: 39,400 m        | RM:53,537 m Thurbo: 54,447 m    | 36,432 m                        | 36,432 m                        | 39,500 m                        | 31,182 m                        | 39,500 m                        | 77,330 m                        |
| Breite:                                     | 3000 mm                              | 3000 mm                         | 2600 mm                         | 2600 mm                         | 3000 mm                         | 2600 mm                         | 3000 mm                         | 3000 mm                         |
| Längsdruckkraft:                            | 1500 kN                              | 1500 kN                         |                                 |                                 | 1500 kN                         |                                 | 1500 kN                         | 1500 kN                         |
| Achsstand Antriebsmodul: Laufdrehgestelle:  | 2100 mm 2100 mm                      | 2100 mm 2100 mm                 | 2540 mm 1800 mm                 | 2540 mm 1800 mm                 | 2100 mm 2100 mm                 | 2540 mm 1900 mm                 | 2100 mm 2100 mm                 | 2100 mm 2100 mm                 |
| Dienstmasse:                                | RM: 65 t Thurbo: 63 t                | RM: 84 t Thurbo: 82 t           | 45 t                            | 45 t                            | 66 t                            | 41 t                            | 68 t                            | 136 t                           |
| Höchstgeschwindigkeit Adhäsion: Zahnstange: | 140 km/h                             | 140 km/h                        | 45 km/h 30 km/h                 | 45 km/h 30 km/h                 | 140 km/h                        | 80 km/h                         | 140 km/h                        | 140 km/h                        |
| Kurzzeitleistung:                           | 1100 kW                              | 1100 kW                         | 850 kW                          | 850 kW                          | 600 kW                          | 700 kW                          | 600 kW                          | 2 × 600 kW                      |
| Dauerleistung:                              | 700 kW                               | 700 kW                          | 600 kW                          | 600 kW                          |                                 | 600 kW                          |                                 |                                 |
| Anfahrzugkraft:                             | 80 kN                                | 80 kN                           | 110 kN                          | 110 kN                          | 80 kN                           |                                 | 80 kN                           | 2 × 80 kN                       |
| Treibraddurchmesser (neu): Laufrad (neu):   | 860 mm 750 mm                        | 860 mm 750 mm                   | 776 mm 660 mm                   | 776 mm 660 mm                   | 860 mm 750 mm                   | 776 mm 660 mm                   | 860 mm 750 mm                   | 860 mm 750 mm                   |
| Zahnstangensystem:                          |                                      |                                 | Abt                             | Abt                             |                                 |                                 |                                 |                                 |
| Stromsystem:                                | 15 kV, 16,7 Hz                       | 15 kV, 16,7 Hz                  | 1500 V =                        | 1500 V =                        | dieselelektrisch                | 850 V =                         | dieselelektrisch                | dieselelektrisch                |
| Hersteller Dieselmotor: Bauart: Leistung:   | –                                    | –                               | –                               | –                               | MAN Sechszylinder 2 × 390 kW    | –                               | MAN Sechszylinder 2 × 390 kW    | MAN Sechszylinder 4 × 390 kW    |
| Sitzplätze erste Klasse: zweite Klasse:     | RM: 15, Thurbo: 16 88, 102           | RM: 15, Thurbo: 16 88, 162      | – 108                           | – 108                           | – 104                           | – 86                            | – 102                           | – 230                           |
| Stehplätze (4 Pers./m²):                    | RM: 107, Thurbo: 110                 | RM: 168, Thurbo: 163            |                                 |                                 | 110                             |                                 |                                 |                                 |
| Fußbodenhöhe Niederflur: Hochflur:          | 585 mm 1000 mm                       | 585 mm 1000 mm                  | 595 mm 925 mm                   | 595 mm 925 mm                   | 585 mm 1040 mm                  |                                 | 585 mm 996 mm                   | 585 mm 996 mm                   |
| Kupplungstyp:                               | Schwab                               | Schwab                          | BSI                             | BSI                             | Scharfenberg                    | automatische                    | Scharfenberg                    | Scharfenberg                    |
| Luftfederung:                               | Lauf- und Triebdrehgestelle          | Lauf- und Triebdrehgestelle     | Lauf- und Triebdrehgestelle     | Lauf- und Triebdrehgestelle     | Lauf- und Triebdrehgestelle     | Lauf- und Triebdrehgestelle     | Lauf- und Triebdrehgestelle     | Lauf- und Triebdrehgestelle     |
| Besonderheiten:                             | Klimaanlage, WC                      | Klimaanlage, WC                 | Klimaanlage, WC                 | Klimaanlage, WC                 | Klimaanlage, WC                 | Klimaanlage                     | Klimaanlage, WC                 | Klimaanlage, WC                 |
| Quelle:                                     | RM: , Thurbo:                        | RM: , Thurbo:                   | [ 27 ]                          | [ 28 ] [ 29 ]                   | [ 30 ]                          | [ 8 ]                           | [ 31 ]                          | [ 31 ]                          |